# Adi (Izrael)
Adi (hebr. עדי; ang. Adi; pol. Ornament) – wieś komunalna położona w Samorządzie Regionu Emek Jizre’el, w Dystrykcie Północnym, w Izraelu.

## Położenie
Adi jest położona na wysokości od 160 do 189 metrów n.p.m. wśród wzgórz na północny zachód od Doliny Jezreel w Dolnej Galilei, na północy Izraela. Na zachód od wsi wznosi się szczyt Har Charbi (208 m n.p.m.). Osada jest oddzielona od niego głębokim wadi, którego dnem płynie niewielki strumień. Na południowy zachód od osady przebiega wadi strumienia Cipori. Stosunkowo płaski dojazd do wsi jest od strony północnej i południowej. W jej otoczeniu znajdują się miasta Kirjat Atta i Szefaram, miasteczka Bir al-Maksur i Ka’abije-Tabbasz-Hajajre, kibuce Harduf i Ramat Jochanan, wsie komunalne Allon ha-Galil i Nofit, oraz wsie arabskie Sawaid Chamrija i Chawalid.
Adi jest położona w Samorządzie Regionu Emek Jizre’el, w Poddystrykcie Jezreel, w Dystrykcie Północnym Izraela.

## Historia
W latach 1979–1980 rząd Izraela przyjął do realizacji plan wzmocnienia żydowskiej obecności w Galilei. W ramach tego programu w 1980 roku założono wieś Adi. Jej pierwszymi mieszkańcami zostali imigranci z ZSRR. Pierwotnie była to mała osada, która cierpiała na problemy społeczne i stagnację demograficzną. Wraz z budową nowych domów mieszkalnych nastąpił jej gwałtowny rozwój. Pełni ona funkcję wioski mieszkalnej, której większość mieszkańców dojeżdża do miejsc pracy w okolicy.

## Demografia
Większość mieszkańców wsi jest Żydami, jednak nie wszyscy identyfikują się z judaizmem. Tutejsza populacja jest świecka:

## Gospodarka i infrastruktura
Mieszkańcy wsi dojeżdżają do miejsc pracy położonych poza osadą. We wsi jest przychodnia zdrowia i sklep wielobranżowy.

## Transport
Ze wsi wyjeżdża się na północny wschód na drogę ekspresową nr 79, którą jadąc na północny zachód dojeżdża się do miasta Szefaram i węzła drogowego z drogą ekspresową nr 70, lub jadąc na południowy wschód dojeżdża się do miasteczka Bir al-Maksur. Lokalna droga prowadzi na południe do miasteczka Ka’abije-Tabbasz-Hajajre, kibucu Harduf i arabskiej wioski Sawaid Chamrija.

## Edukacja i kultura
Wieś posiada własne przedszkole. Starsze dzieci są dowożone do szkoły podstawowej i średniej do moszawu Nahalal We wsi jest ośrodek kultury z biblioteką, sala sportowa z siłownią, boiska oraz korty tenisowe. Jest tu także synagoga oraz mykwa.